# Steve McNair
Steve LaTreal McNair (14 de febrero de 1973 - 4 de julio de 2009) fue un jugador de fútbol americano estadounidense que tuvo una destacada carrera profesional como quarterback con los equipos Tennessee Titans y Baltimore Ravens de la NFL. Apodado como "Air McNair" Como universitario jugó con el equipo de la Alcorn State University, los Alcorn State Braves, siendo seleccionado por los Houston Oilers en el Draft de 1995 en la tercera selección global del mismo. Se retiró en 2007.

## Muerte
Fue hallado sin vida, en un domicilio de la ciudad de Nashville, Tennessee el 4 de julio de 2009. En esa fecha fueron encontrados los cuerpos sin vida de McNair y una mujer de nombre Sahel Kazemi, en el hogar de McNair en Nashville; ambos cuerpos presentaban heridas de bala. El 7 de julio de 2009, los forenses del Condado de Nashville-Davidson afirmaron que el caso de la muerte de McNair oficialmente era un asesinato y suicidio, siendo McNair la víctima al recibir 4 disparos, dos en la cabeza y dos en el pecho.